# Capillaire péritubulaire
Les capillaires péritubulaires constituent un réseau de capillaires sanguins qui s'enchevêtrent avec les tubules contournés proximal et distal du néphron. Elles proviennent de l'artériole efférente, et se déplacent le long des néphrons permettant l'absorption et la sécrétion entre le sang et la lumière du néphron. Les capillaires péritubulaires entourent les tubules contournés proximal et distal, alors que les vasa recta descendent dans la médullaire autour de l'anse de Henlé,. Selon les auteurs, ils se jettent dans les veines stellaires ou directement dans les veines interlobulaires.
20% du plasma sanguin entrant dans les capillaires glomérulaires est filtré, tandis que les 80% restant continuent dans les capillaires péritubulaires.

## Rôle des capillaires
Fondamentalement, les capillaires péritubulaires réabsorbent les produits nécessaires à l'organisme comme les ions, les minéraux, le glucose et les acides aminés grâce au transport actif, au transport actif secondaire ou à la transcytose, tandis que les certaines ions en excès et l'eau sont excrétés vers le néphron pour être éliminés par la vessie.

## Échanges
La majorité des échanges à travers les capillaires péritubulaires ont lieu grâce au gradient chimique (osmose) et à la pression hydrostatique. 

### Gradient de concentration
La perte d'eau du glomérule pendant la filtration augmente la pression oncotique du sang, qui passe dans l'artériole efférente et alimente les capillaires péritubulaires. Cette forte osmolarité dans les capillaires crée une pression osmotique qui conduit à l'absorption d'eau. Par la même occasion, les ions peuvent être réabsorbés via le phénomène de "solvent-drag" : le mouvement d'eau entraine un mouvement passif d'ions dans le même sens. 
L'eau est également réabsorbée dans les capillaires grâce à une forte pression de l'interstitium liée au transport actif des fluides et des électrolytes.

### Pression hydrostatique
La faible pression du sang entrant dans les capillaires péritubulaires est lié au diamètre étroit de l'artériole efférente rénale.